# Робочий
Робо́чий (рос. Рабочий) — селище у складі Бугурусланського району Оренбурзької області, Росія.

## Населення
Населення — 154 особи (2010; 245 у 2002).
Національний склад (станом на 2002 рік):
- казахи — 43 %
- росіяни — 40 %